# اوسکار شواهن
اوسکار شواهن (به سوئدی: Oscar Swahn) ‏(۲۰ اکتبر ۱۸۴۷ — ۱ مه ۱۹۲۷) ورزشکار مرد رشتهٔ تیراندازی اهل کشور سوئد است. وی میان سال‌های ‎۱۹۰۸ تا ۱۹۲۰ میلادی (۶۰ تا ۷۲ سالگی)، در مسابقات المپیک تابستانی، موفق شد در مجموع ۶ مدال، شامل ۳ مدال طلا و ۱ نقره و ۲ برنز را کسب کند.

## مدال‌ها
شواهن ۶۰ ساله بود که برای نخستین بار در المپیک شرکت کرد. او موفق شد در بازی‌های المپیک تابستانی ۱۹۰۸ دو مدال طلا و یک مدال برنز کسب کند. در بازی‌های المپیک تابستانی ۱۹۱۲، شواهن موفق شد در رقابت‌های انفرادی یک مدال برنز و در رقابت‌های تیمی یک مدال طلا ببرد. او پس از جنگ جهانی اول به رقابت‌ها بازگشت و در بازی‌های المپیک تابستانی ۱۹۲۰، در حالی که ۷۲ سال داشت برندهٔ یک مدال نقره شد. او مسن‌ترین کسی است که توانسته برندهٔ یک مدال نقرهٔ المپیک شود و در این زمینه دارای رکورد است (با ۷۲ سال و ۲۸۰ روز سن).